# Beginenhaus (Kempten)
Das Beginenhaus bildet mit seinem Rückgebäude, dem Nonnenturm ein denkmalgeschütztes Gebäudeensemble aus dem 14. Jahrhundert an der Iller in Kempten (Allgäu). Seit 2003 hat sich der Förderverein Beginenhaus Kempten e.V. dieser Gebäude angenommen, sie bauarchäologisch erforscht sowie ein Sanierungs- und Nutzungskonzept entwickelt. Die Sanierung und unklare Zukunft des Gebäudeensembles ist seit über einem Jahrzehnt regelmäßig Thema der Stadtpolitik (Stand: November 2020).

## Baugeschichte, Beschreibung und Lage

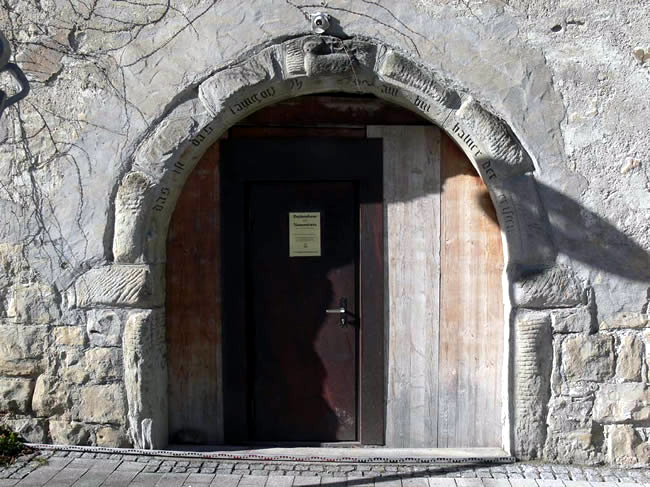
Sandsteintorbogen

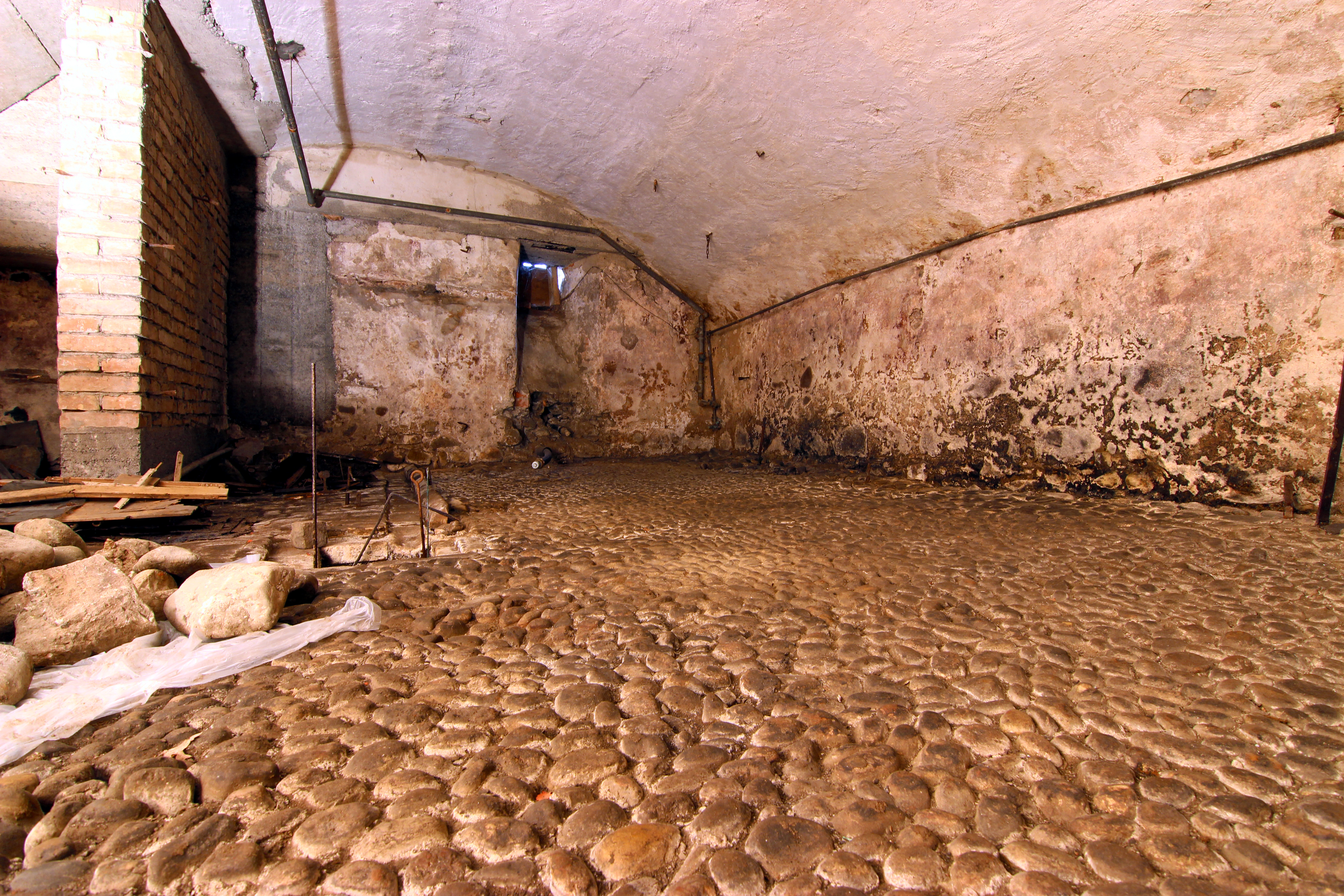
Gewölbekeller mit Pflasterung und Drainage aus dem 13. Jahrhundert im Beginenhaus

Das Gebäudeensemble Beginenhaus steht direkt an der Illerbrücke unterhalb der Burghalde neben dem neu erbauten Illertor.
Das Beginenhaus wurde 1357 über älteren Mauern als zweigeschossiges Steinhaus über zwei Parzellen errichtet. Die Besonderheit dieses Baues ist eine über 4 Meter hohe Torhalle, durch die man in den Innenhof und zum Hinterhaus, dem ebenfalls im 14. Jahrhundert an die Stadtmauer angebauten Nonnenturm fahren konnte.
1585/86 wurde das Beginenhaus um ein Geschoss aufgestockt und mit einem großen Renaissance-Dachstuhl überdeckt.
Das Rückgebäude, der sogenannte Nonnenturm, ist ein dreigeschossiger Massivbau aus Stein mit einem Satteldach, der direkt an die Stadtmauer angebaut ist. Um 1395 wurde der Nonnenturm um ein Wohngeschoss aufgestockt, das über die Stadtmauer hinausragt und dem Gebäude zu dem Turm-Namen verhalf; damals wurde auch ein neuer Dachstuhl errichtet. Heute befindet sich an der Südostseite des Nonnenturms ein Sandsteintorbogen mit Bauplastik und Inschrift. Dieses Tor war ursprünglich das Haupteinfahrtstor von der Burgstraße aus in die Torhalle. Es wurde dort 1936 ausgebaut und 1943 auf Betreiben des Oberbürgermeisters und Heimatforscher Otto Merkt in die Stadtmauer eingebaut.
Der Bogen stammt aus der Erbauungszeit des Beginenhauses 1357/58. Die plastisch herausgearbeitete Segenshand und das Lamm Gottes im Scheitel sind die einzigen erhaltenen Beispiele mittelalterlicher Bauplastik in Kempten. Die Inschrift lautet: „Das ist das lamgotz ain biu haltter der cristenheit“ („Das ist das Lamm Gottes, ein Bewahrer der Christenheit“). Die später eingefügte Jahreszahl 1502 markiert einen Besitzerwechsel.
Die Ausstattung im Inneren der beiden Gebäude ist außerordentlich wertvoll. Im Nonnenturm sind die Ausstattungsdetails des 14. Jahrhunderts ebenso gut erhalten wie die Ausschmückungen von 1585/86. Im Beginenhaus dominiert die Renaissance-Ausbauphase.

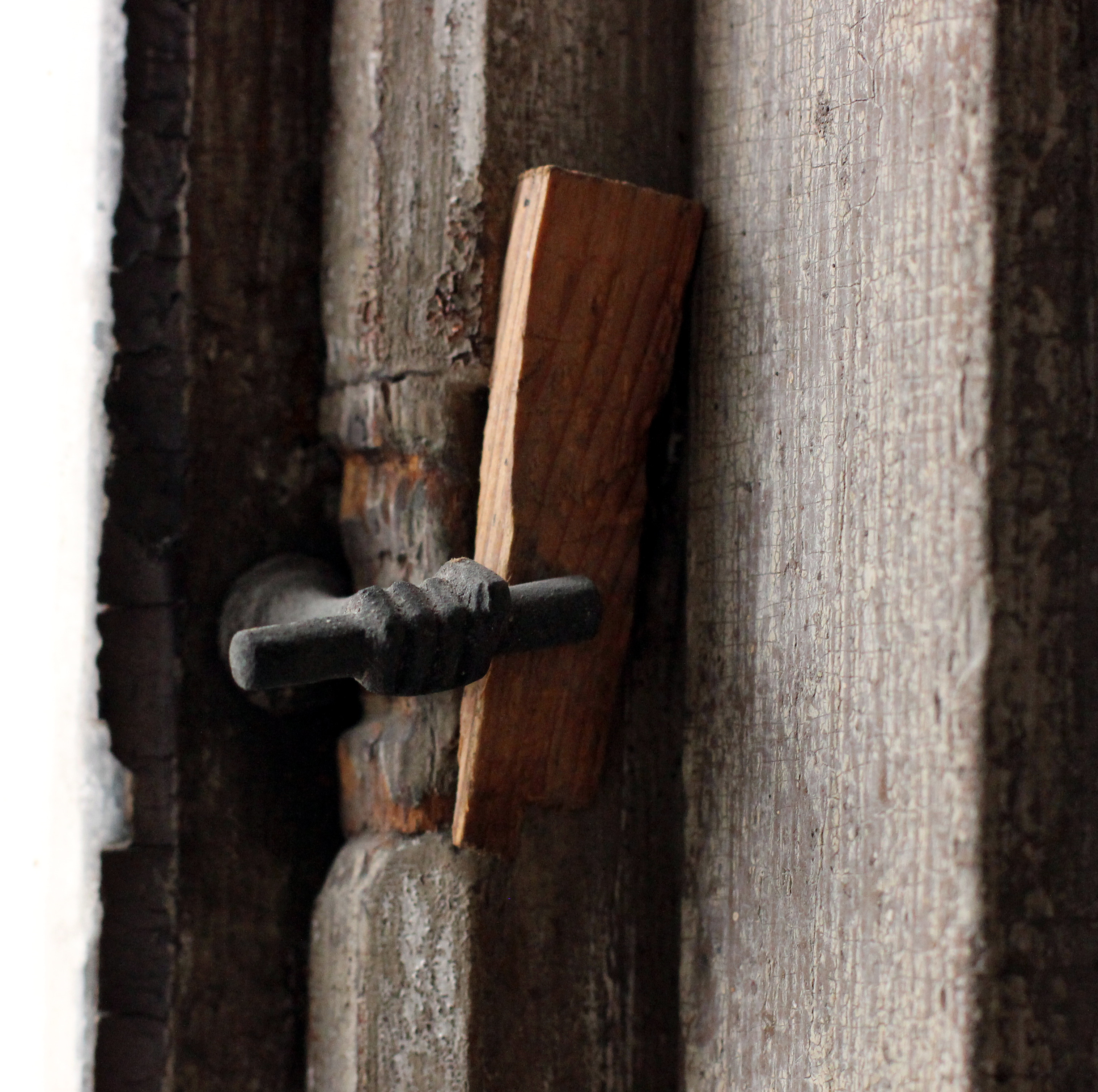
Filigraner Fensterverschluss im Beginenhaus

Als Stadtherr hatte der Fürstabt die Pflicht für Reisende eine sichere Übernachtungsmöglichkeit zu schaffen. Dafür ließ er ein Übernachtungshaus am Illertor errichten, das von einer frommen Schwesterngemeinschaft bewirtschaftet wurde. Die Schwestern hatten anscheinend ihre Räume im Nonnenturm, worauf eine große Schlafkammer und eine große Küche hindeuten.
Der Gebäudekomplex wurde im Mittelalter nicht als Beginenhaus bezeichnet, sondern nach einer Treppe, die hier auf den Wehrgang der Stadtmauer führte als Haus „ze der styeg“ („zu der Stiege“). Der Begriff „Beg(h)ine“ war in ganz Schwaben und so auch in Kempten nicht gebräuchlich; hier wurden die in Schwesterngemeinschaften lebenden Frauen als „tochtren“ (Töchter) oder Schwestern bezeichnet. In Kempten gab es im Spätmittelalter zeitweise bis zu 10 Gemeinschaften von unterschiedlicher Größe und Struktur. Um 1500 schlossen sich die noch verbliebenen Schwestern der Dritten Regel der Franziskanerinnen dem weltlich Zweig an und gründeten am Neustätter Tor das St. Anna-Kloster.
Anfang des 16. Jahrhunderts wurde auch das Beginenhaus verkauft und kam in den Besitz reicher Patrizierfamilien, die zwischen 1584 und 1586 die beiden Häuser erweiterten und dem Zeitgeschmack gemäß repräsentativ ausstatteten.
Seit dem 18. Jahrhundert gehörten die Häuser Handwerkerfamilien, die dort Werkstätten und Wohnungen einrichteten. Ihre geringen finanziellen Mittel halfen, die mittelalterlichen und frühneuzeitlichen Bauteile zu bewahren.
Zu Beginn des 20. Jahrhunderts gehörte das Haus der Schlosserfamilie Bretzel, die es in den 1980ern im Rahmen der Altstadtsanierung an die Stadt verkaufte. Die einzigartige mittelalterliche Torhalle wurde im 20. Jahrhundert als Schlosserwerkstatt, dann als Supermarkt und schließlich für die Gastronomie genutzt; das erste italienische Restaurant „Europa“ in Kempten eröffnete hier 1963.
Der letzte Mieter zog 1984 aus; seitdem standen die Häuser leer. Mehrere Sanierungspläne der Baufirma, die damals Besitzer der Häuser war, scheiterten an der Fülle der bewahrenswerten historischen Ausstattungsdetails. Durch das Engagement des Fördervereins nahm die Stadt Kempten die Häuser im November wieder in ihren Besitz zurück und gab dem Verein freie Hand bei der Sanierungs- und Nutzungsplanung.
Im Februar 2012 hat der Stadtrat der Stadt Kempten einer Sanierung zugestimmt und fand das Gesamtkonzept bestehend aus einem Zentrum für Buchkultur, Museum und Veranstaltungssaal gut. 2015 kam der Rückzieher.

### Beginenhaus

#### Baudetails
Bei der Untersuchung der Fassade auf Malereien kamen 2010 bemerkenswerte Funde ans Tageslicht. Die Fassade war zu allen Zeiten aufwendig gestaltet, zum Beispiel im 14. Jahrhundert mit freiliegenden Eckquadern und einem weißen Feinputz. Aufsehenerregend ist die Gestaltung der Renaissance-Ausbauphase, die als Leitschicht für die Sanierung dienen wird: Damals wiesen die Kanten des Beginenhauses in Illusionsmalerei mit unmöglicher Perspektive manieristisch gestaltete Eckquaderbänder auf. Die Fenster waren mit gemalten Zierrahmen eingefasst. Diese Fassadengestaltung soll bei der Sanierung rekonstruiert werden. Seit 2011 hängt ein Banner an der Fassade, das einen Eindruck von der zukünftigen Gestaltung geben soll.

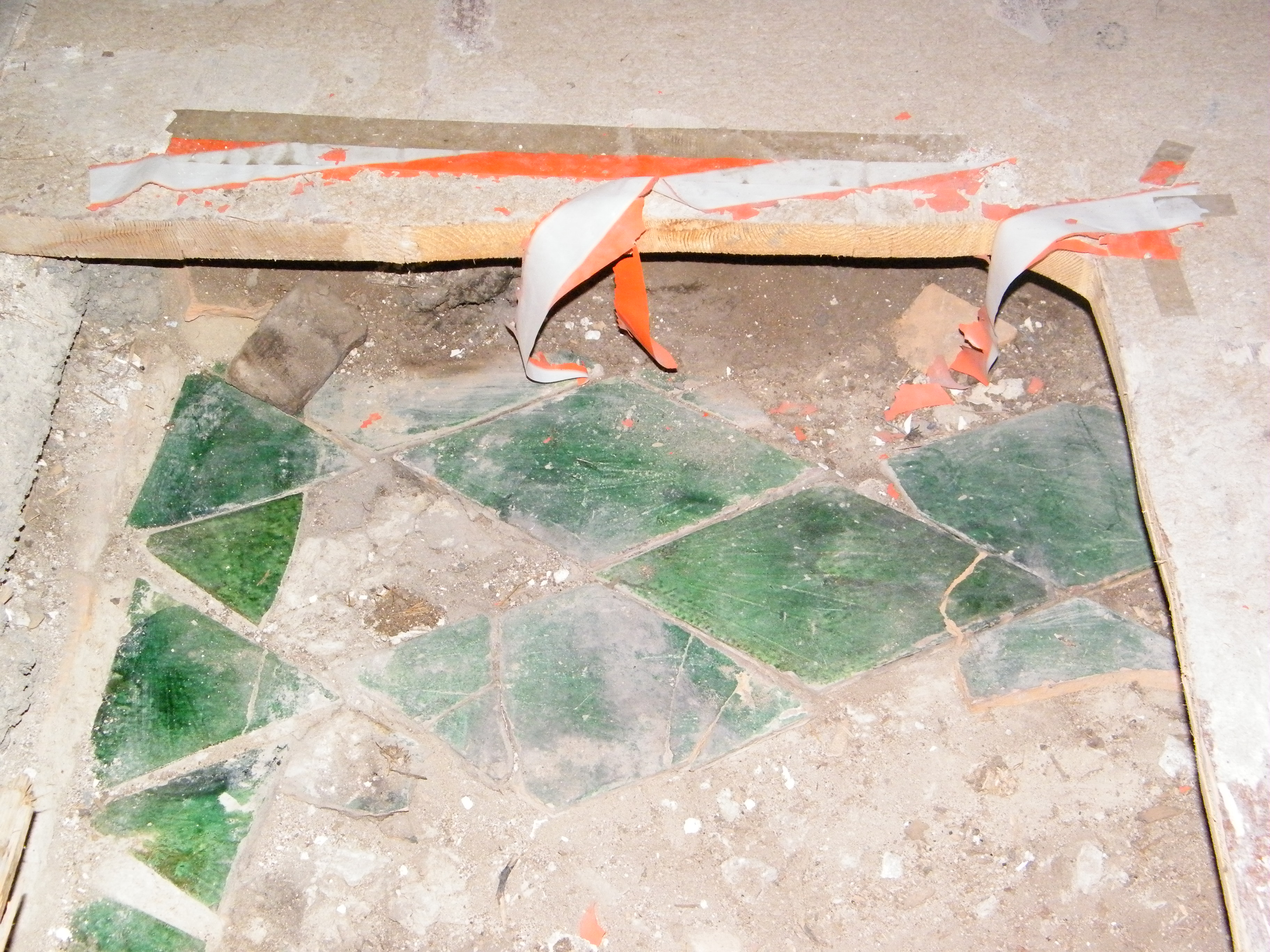
Im 2. OG blieben Reste eines Bodenbelags mit grün glasierten, rautenförmigen Ziegelfliesen aus der Renaissance erhalten.

### Nonnenturm

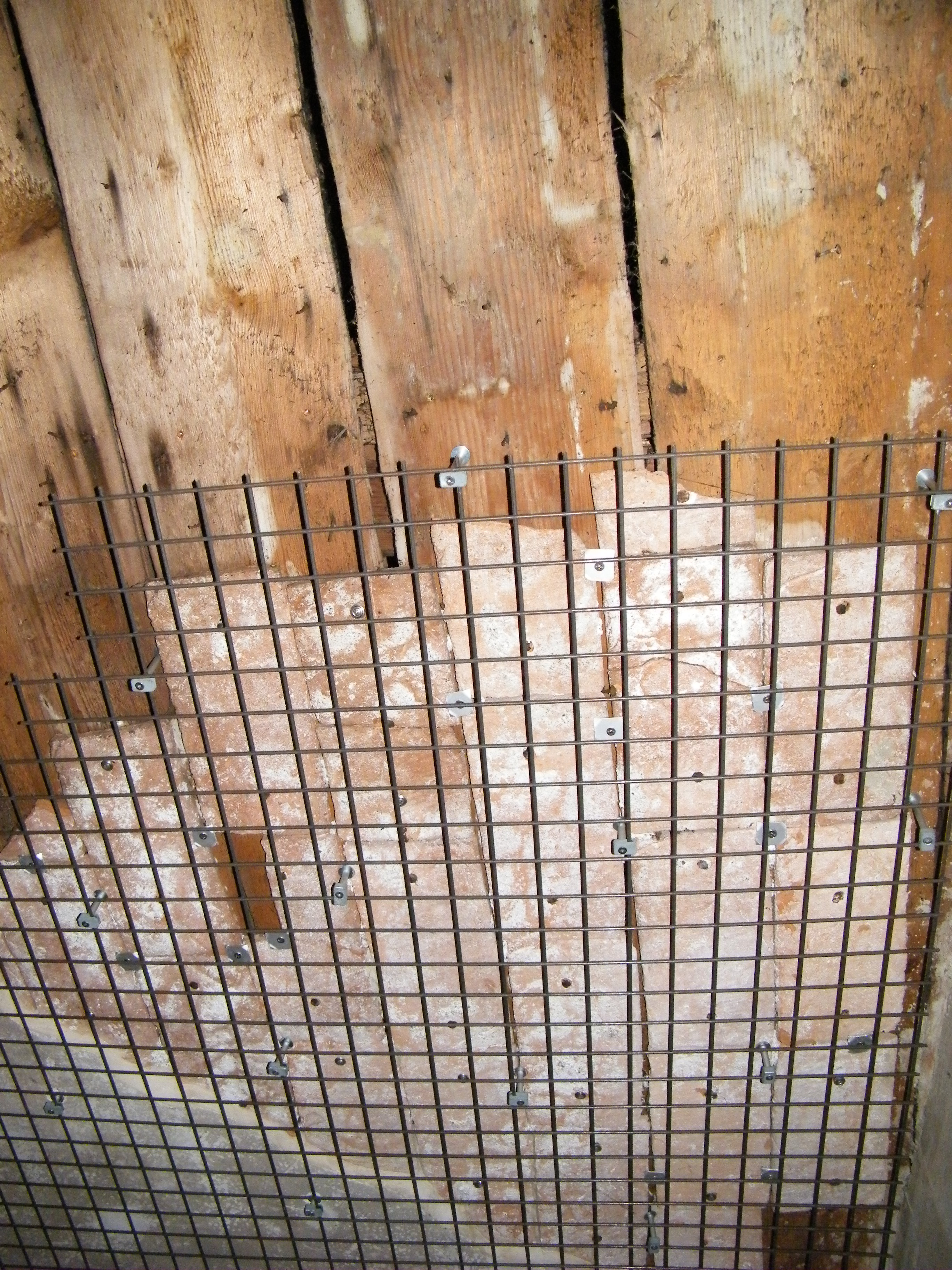
Ziegelplatten als Brandschutz auf der Holzdecke

Der Nonnenturm hat eine viel kleinere Grundfläche als das Beginenhaus.
Das Erdgeschoss des Nonnenturms besteht aus zwei parallelen Räumen mit Tonnengewölben. Im ehemaligen Vorraum ist Ende des 16. Jahrhunderts die hölzerne Decke aus Brandschutzgründen mit überputzten Ziegelplatten verkleidet worden, eine Kemptener Besonderheit, die bereits in drei Häusern nachgewiesen wurde.

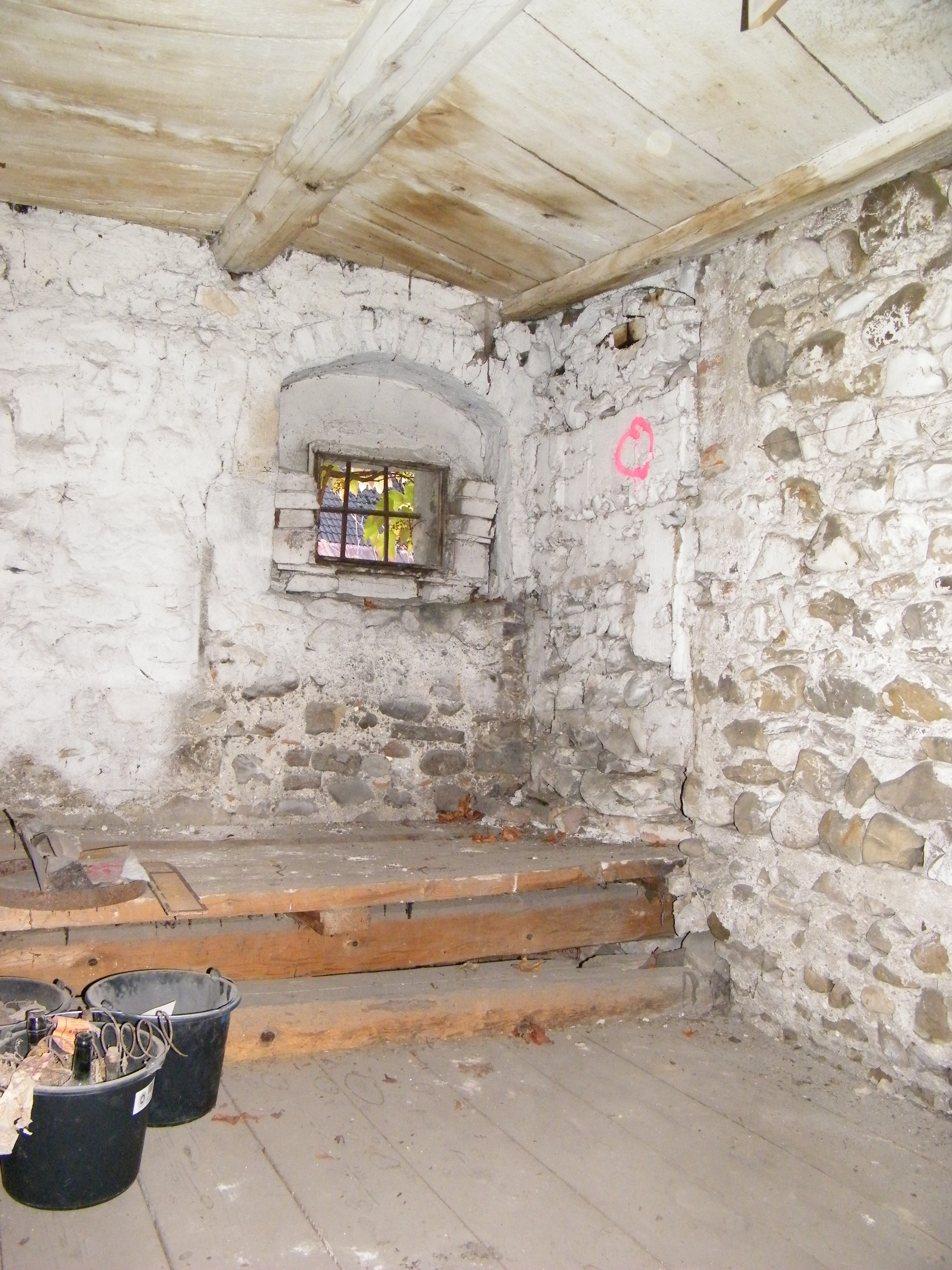
Wehrgang und zugemauerte Schießscharten

Das 1. OG weist eine sehr niedrige Raumhöhe auf; seine Abmessungen sind durch den Wehrgang der Stadtmauer, der hier noch komplett erhalten ist, vorgegeben. Im Mittelalter bestand neben dem Wehrgang in diesem Geschoss eine Bohlenstube, von der noch eine Wand und der Eselsrücken-Türstock erhalten sind. Das darüberliegende Wohngeschoss aus dem späten 14. Jahrhundert weist dagegen eine beeindruckende Raumhöhe auf, die auch den Ansprüchen in der Renaissance-Zeit genügten. Damals wurde die Wohnung ausgebaut und reich ausgestattet. Erhalten sind im sog. Sommersalon bemalte Wand- und Deckenvertäfelungen, die mit Fladernmuster und Schwarzornamentmalerei verziert sind. Der Wintersalon wies zwei große, dreiflügelige Fenster zur Südseite auf und war mit einem großen Kachelofen rauchfrei zu heizen. Hier ist eine mit Schnitzereien und Intarsien verzierte Türeinfassung der Zeit um 1600 erhalten.

### Mittelbau
Zwischen dem Beginenhaus und Nonnenturm befindet sich ein Innenhof mit einem Verbindungstrakt, der bereits im Mittelalter bestanden haben muss. Im 19. und 20. Jahrhundert wurde der Zwischentrakt tiefgreifend, aber stümperhaft verändert. Aufgrund seiner schlechten und nicht erhaltenswerten Bausubstanz wird er bei der Sanierung durch einen modernen Anbau ersetzt, in dem alle für die Erschließung der Gebäude wichtigen Bestandteile untergebracht werden können, wie der Aufzug, ein feuersicheres Treppenhaus und Toilettenanlagen auf jedem Stockwerk. Damit kann die wertvolle historische Substanz links und rechts davon geschont werden.

## Archäologische Funde
Die alle Maßnahmen begleitenden bauarchäologischen Untersuchungen schließen auch das Aussieben der Fehlboden- und Wandverfüllungen mit ein. Der Förderverein barg dabei tausende von Kleinfunden, die in diesen Schichten die Jahrhunderte überdauern. Es wurde auch ein Raumbuch angelegt, in dem der Bestand mit Beschreibungen und Fotos dokumentiert wurde. Neben den Vereinsmitgliedern sind bei den Arbeiten im Haus auch die Teilnehmer der Geschichtswerkstatt der Staatlichen Realschule an der Salzstraße fleißig tätig. Die Schüler werden dabei von der Deutschen Stiftung Denkmalschutz im Rahmen des „Denkmal aktiv“-Projekts gefördert.
Der bedeutendste Fund war bei der Freilegung der Pflasterung im Gewölbekeller eine venezianische Silbermünze der Zeit zwischen 1570 und 1577. Ebenso fand man aus Knochen gedrechselte, schraubbare Knöpfe aus 19. Jahrhundert, die in mittelalterlicher Technik angefertigt worden sind, und eine Lefaucheux-Pistole mit Stiftzündung.

## Zustand und Sanierung
Die Kosten für eine denkmalgerechte Sanierung betragen mehrere Millionen Euro, was aus Mitteln der Stadt Kempten, der Städtebauförderung und der Deutschen Stiftung Denkmalschutz sowie weiterer Stiftungen zusammengetragen werden soll.

## Förderverein und Veranstaltungen

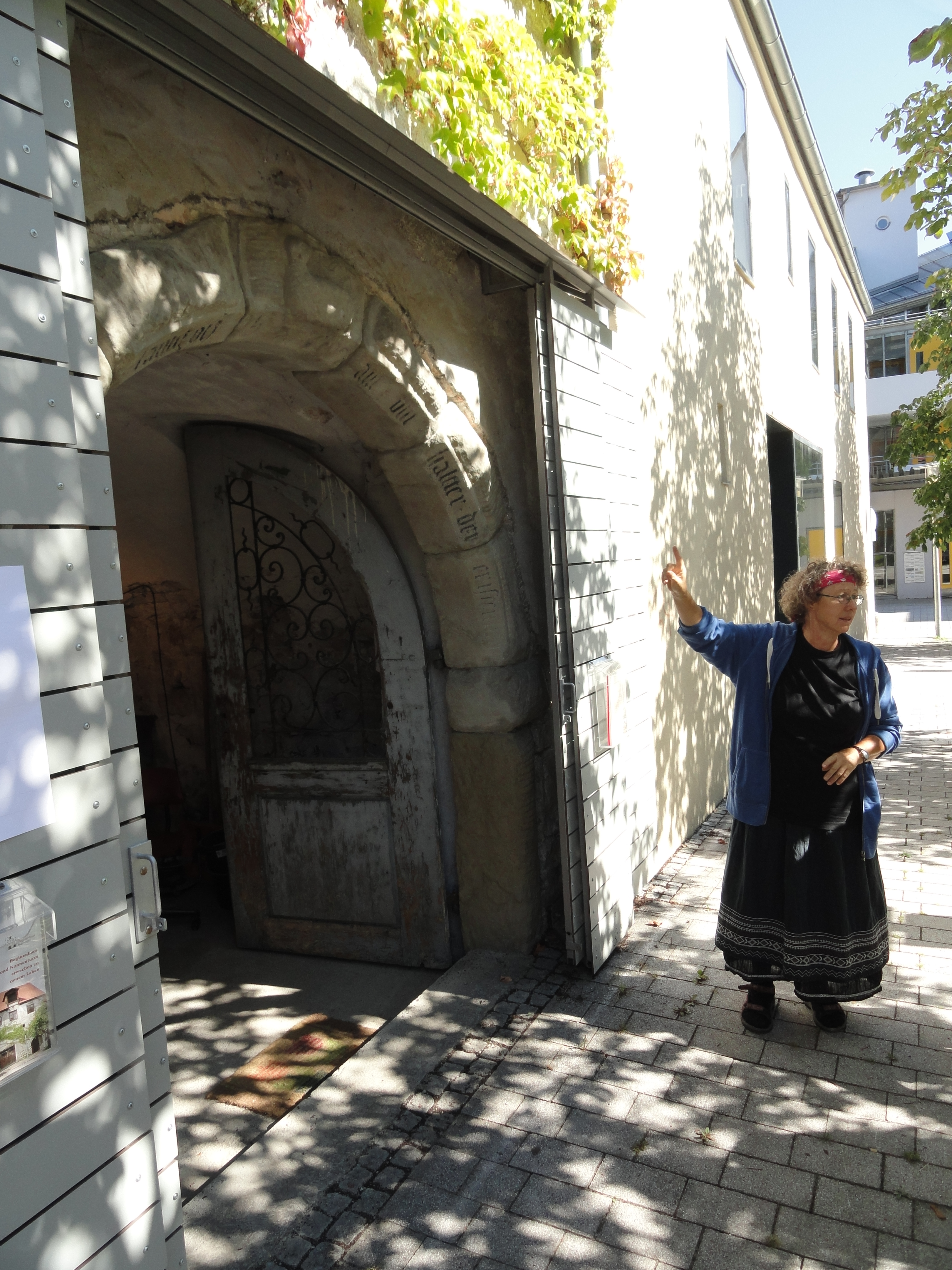
Bernadette Mayr erklärt den Sandsteintorbogen im Nonnenturm am Tag des offenen Denkmals im Jahr 2012

Schirmherrin des Fördervereins ist seit 2007 die Schauspielerin Marie-Luise Marjan.
Die Künstlerin Bernadette Mayr ist die Schriftführerin des Vereins.